# Emil Zegadłowicz
Emil Erwin Zegadłowicz (ur. 20 lipca 1888 w Białej Krakowskiej, zm. 24 lutego 1941 w Sosnowcu) – polski poeta, prozaik, znawca sztuki i tłumacz.

## Życiorys

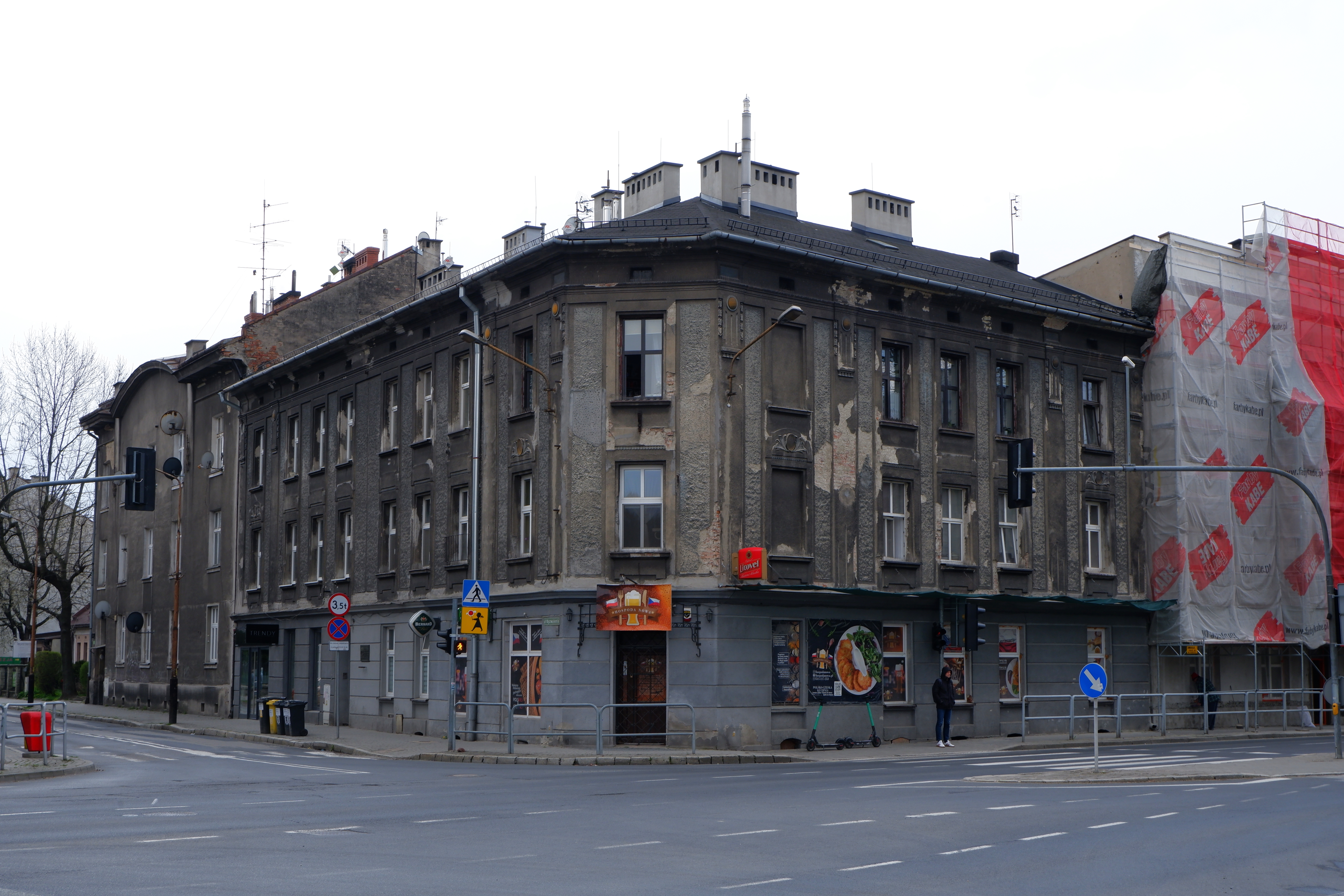
Miejsce narodzin Emila Zegadłowicza (Bielsko-Biała, ul. Wyzwolenia 33)

Urodził się w Białej Krakowskiej, był synem nauczyciela Tytusa Zegadłowicza i Elżbiety Kaiszarówny. Dzieciństwo spędził w Gorzeniu Górnym niedaleko Wadowic, gdzie jego ojciec miał dwór letniskowy. Uczęszczał do gimnazjum w Wadowicach, ukończył je w 1906. Studiował polonistykę, germanistykę i historię sztuki na UJ, a następnie w Wiedniu i w Dreźnie.
W latach 1919–1921 pracował w Ministerstwie Kultury i Sztuki, gdzie był urzędnikiem Wydziału Literatury. W latach 1929–1931 mieszkał w Poznaniu, pracując jako kierownik literacki Teatru Polskiego, doradca Księgarni św. Wojciecha, redaktor czasopism. W 1932 wrócił do Gorzenia. Pracował wówczas w teatrze katowickim i wykładał historię sztuki w Państwowym Konserwatorium Muzycznym w Katowicach. W 1936 nawiązał współpracę z jednolitofrontowym „Dziennikiem Popularnym”.
27 lipca 1915 poślubił Marię Kurowską, ze związku tego urodziły się dwie córki Halszka (1916–1966) i Atessa (1920–2013).
Zmarł w Sosnowcu w wieku 52 lat. Pochowany jest na cmentarzu parafii św. Tomasza na pograniczu Pogoni i Małobądza (w granicach Będzina).

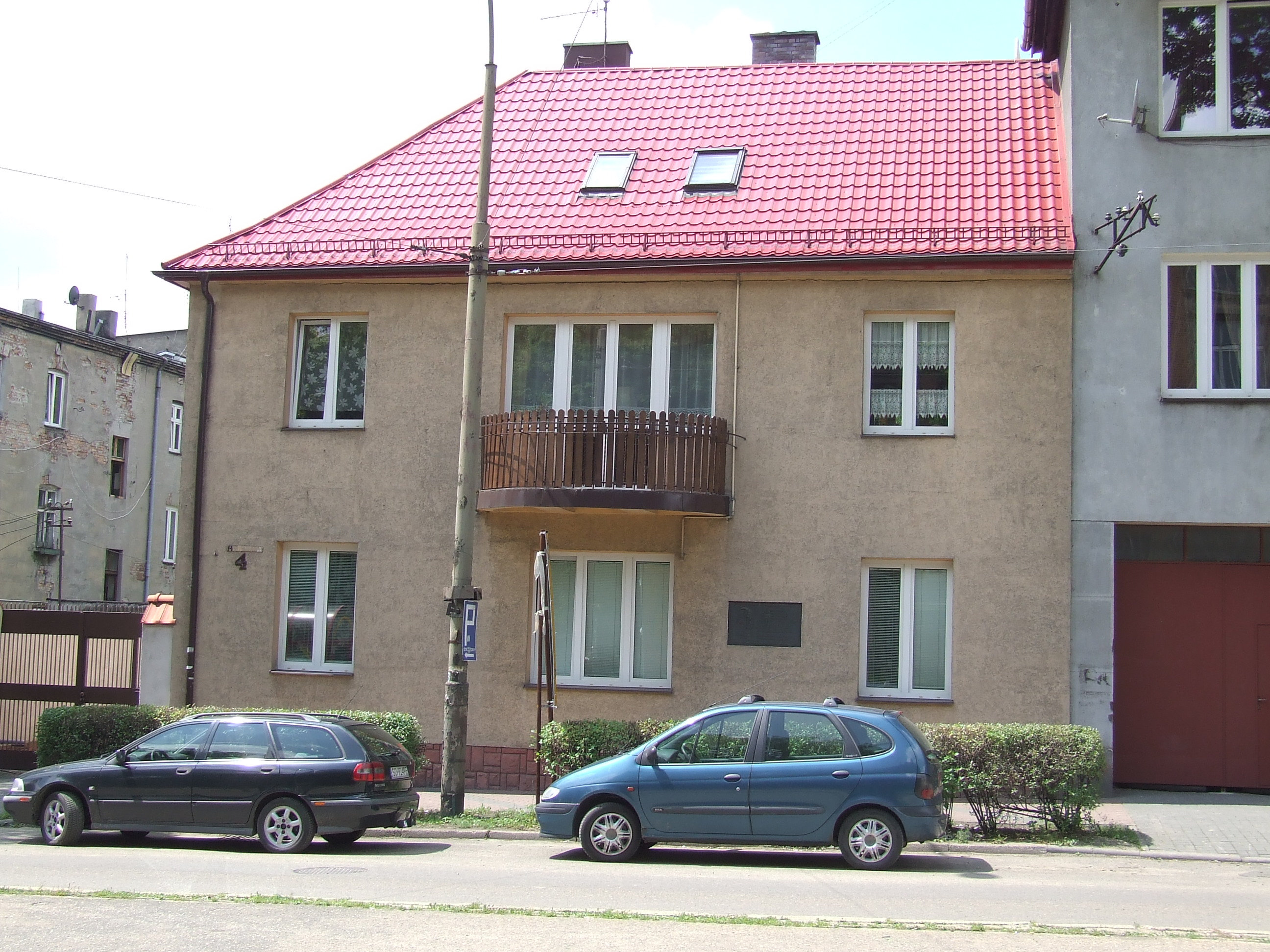
Dom w Sosnowcu, w którym w l. 1940–1941 mieszkał Emil Zegadłowicz – widok obecny

## Kariera pisarska

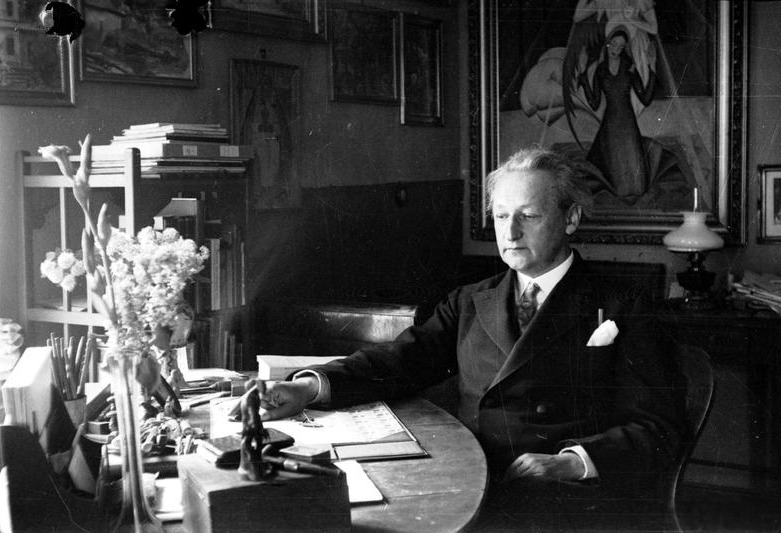
Poeta w swoim mieszkaniu w czasie obchodu jubileuszu 25 lecia pracy pisarskiej, Gorzeń Górny, czerwiec 1933.

Zadebiutował w 1908. W 1921 wszedł w skład redakcji czasopisma „Ponowa”. W tym samym roku wraz z Edwardem Kozikowskim założył w Gorzeniu Górnym grupę poetycką „Czartak” (działała do 1929) i zainicjował wydawanie czasopisma „Czartak”. W 1928 był współzałożycielem kabaretu Ździebko w Poznaniu.
Pisał poezje, organizował spotkania artystów, gromadził wiele artystycznych dzieł. Dał się poznać jako znakomity (choć także mocno krytykowany) tłumacz z języka niemieckiego (Faust Goethego). Był odkrywcą swoistego fenomenu rzeźbiarstwa ludowego – świątkarza Jędrzeja Wowry.
W 1933 z okazji dwudziestopięciolecia twórczości otrzymał honorowe obywatelstwo Wadowic. Po wydaniu powieści pt. Zmory, w której przedstawione zostały Wadowice w czasie sprzed I wojny światowej, na początku lutego 1936 Rada Miejska odebrała Zegadłowiczowi honorowe obywatelstwo miasta oraz przywróciła ulicy jego imienia poprzednią nazwę (Tatrzańska).

## Ordery i odznaczenia
- Krzyż Oficerski Orderu Odrodzenia Polski (8 listopada 1930)[5][6]
- Złoty Wawrzyn Akademicki (5 listopada 1935)[7]

## Twórczość (wybór)

### Poezja
- Drogą życia, 1908;
- Nad rzeką, 1910;
- Powrót, 1911;
- Imagines, 1918;
- Odejście Ralfa Moora, 1919;
- Ballady, 1920;
- U dnia, którego nie znam, stoję bram: poema symfoniczne, 1921;
- Powsinogi beskidzkie, 1923;
- Kolędziołki beskidzkie, 1923;
- Przyjdź królestwo Twoje, 1923;
- Zielone Święta: poezje i medytacje, 1923;
- Wielka nowina w Beskidzie, 1923;
- Kantyczka rosista, 1924;
- Gody pasterskie w beskidzie: Wielskiej Nowiny część wtóra”, 1925;
- Krąg, 1926;
- Dom jałowcowy: poezje 1920-1926, 1927;
- Siedem pieśni zgrzebnych o Janie Kasprowiczu, 1927;
- Dziewanny: poemat, 1927;
- Dziewanny, księga 2-ga: Zmysły, 1927;
- Rezurekcje, 1927;
- Ballada o świątkarzu, 1928;
- Flora, Caritas, Sofia: posągi i poezje, 1928;
- Widma wskazówek: elegie, 1928;
- Do Jana Kuglina w Poznaniu ul. Sew. Mielżyńskiego 24, 1929;
- Dziesięć ballad o powsinogach beskidzkich, 1929;
- Głośniki płonące, 1929;
- Zegar słoneczny w chińskim ogrodzie, 1929;
- Chleb i wino, 1930;
- Duma o obronie Sigetu, 1932;
- Pieśń o Śląsku, 1933;
- Światła w okopach, 1933;
- Podsłuchy, 1933;
- Czarny dzień, 1935.

### Proza
- Seria Żywot Mikołaja Srebrempisanego
  - Godzina przed jutrznią, 1927;
  - Z pod młyńskich kamieni, 1928;
  - Cień nad falami, 1929[8];
  - Zmory, 1935[9].
- Motory (dwa tomy), 1938;
- Martwe morze. Pamiętnik Jana w Oleju Zydla, 1939[10].

### Dramat
- Lampka oliwna: tragedia w trzech aktach, 1924;
- Noc świętego Jana Ewangelisty: misterium balladowe, 1924[11];
- Nawiedzeni: misterium balladowe w trzech aktach, 1924;
- Głaz graniczny, 1925[12];
- Gdy się Chrystus rodzi...: widowisko jasełkowe w 4 obrazach z interludiami kukłowymi, 1930;
- Dramaty: Nawiedzeni, Lampka oliwna, Głaz graniczny (T.1), 1932;
- W pokoju dziecinnym: dialogi natrętne za kulisami teatru marionetek, 1936;
- Wasz korespondent donosi, 1939[13];
- Domek z kart: dramat w 3 aktach, 1940 (we współpracy z Marią Koszyc-Szołajską, nieukończony), wydanie dokończone przez Adama Ważyka,1954[14]
- Łyżki i księżyc: groteska straganowa w trzech aktach, 1957[15].

### Publicystyka, listy
- W obliczu gór i kulis, 1928;
- Gawęda poety z typografem, 1929[16];
- Piszemy listy, 1937.

## Upamiętnienia

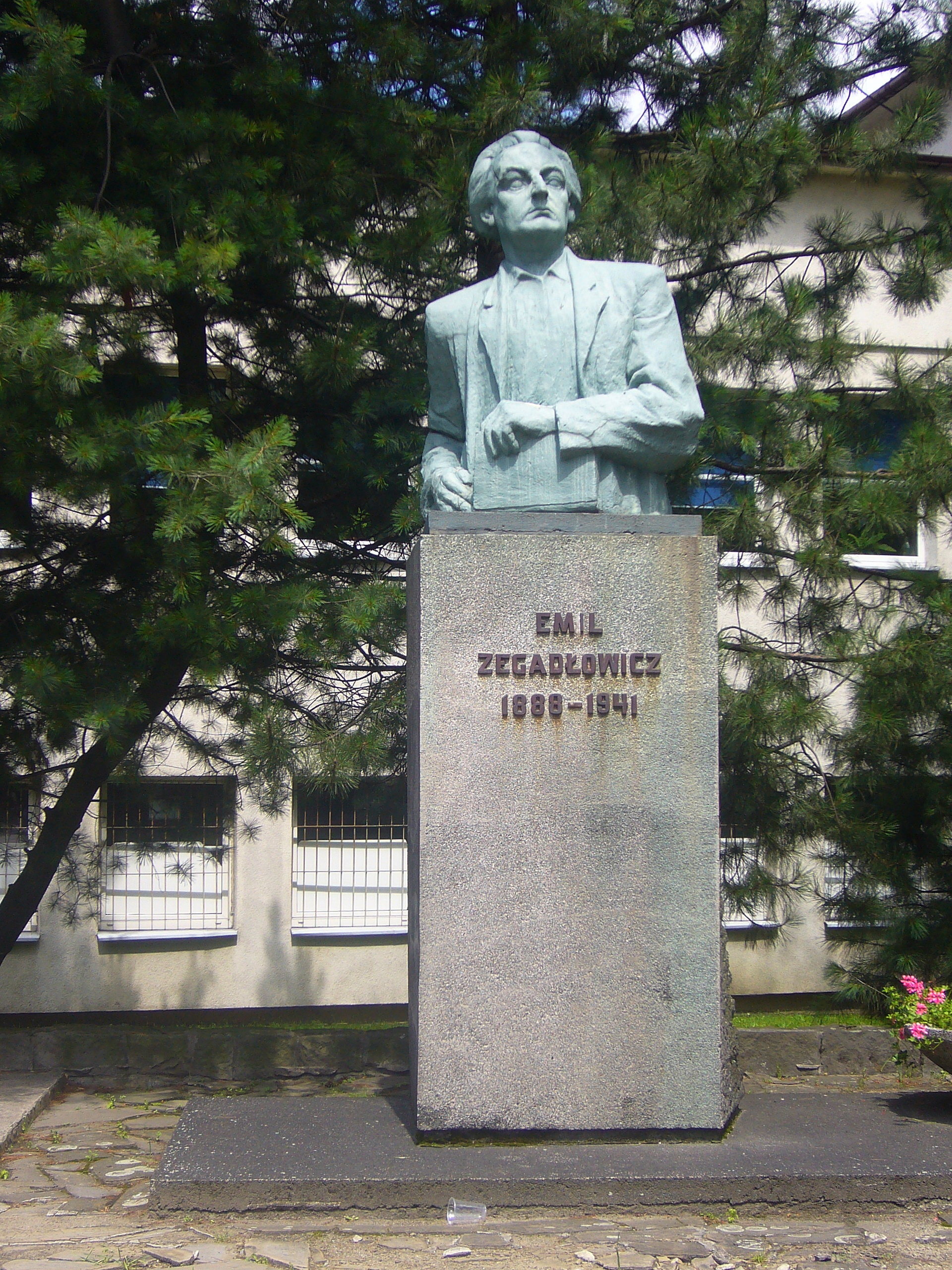
Pomnik Emila Zegadłowicza w Wadowicach

W Gorzeniu Górnym w dworze kupionym w 1873 przez Tytusa Zegadłowicza, późniejszej siedzibie jego syna, mieści się obecnie Muzeum Emila Zegadłowicza. W styczniu 2018 eksponaty muzeum przekazano do Muzeum Suchej Beskidzkiej.
W 1947 r. w Polsce wyemitowano znaczek pocztowy upamiętniający Emila Zegładowicza.
W Bielsku-Białej, Jaworznie, Katowicach, Krakowie, Lublinie, Sosnowcu, Szczecinie, Wadowicach, Warszawie, Wrocławiu oraz Zawierciu nadano ulicom jego imię.

## Adaptacje teatralne i filmowe
Jego twórczość jest źródłem adaptacji teatralnych (w szczególności Powsinogi beskidzkie) oraz filmowych (Domek z kart – film w reżyserii Erwina Axera z 1953, Zmory w reżyserii Wojciecha Marczewskiego z 1978).